# Tert-butylperoxybenzoaat
tert-butylperoxybenzoaat is een organisch peroxide, meer bepaald een perester: dit is een ester van een peroxycarbonzuur. Het is de tert-butylester van perbenzoëzuur. De stof komt voor als een heldere, lichtgele vloeistof. 

## Synthese
tert-butylperoxybenzoaat wordt bereid door de reactie van tert-butylhydroperoxide met benzoylchloride. Dit is een dehydrochlorering.
De stof wordt verkocht onder verschillende merknamen, waaronder Trigonox® C (AkzoNobel) en Luperox® P (Arkema).
Het productievolume in de Verenigde Staten in 1993 bedroeg 1963 ton.

## Toepassing
Organische peroxiden zoals tert-butylperoxybenzoaat worden gebruikt als bron van vrije radicalen voor chemische reacties, waaronder de (co)polymerisatie van etheen, styreen, acrylonitril, vinylacetaat, acrylaten en methacrylaten, of de crosslinking van natuurlijke of synthetische rubbers en onverzadigde polyesters. De vrije radicalen ontstaan door de splitsing van de zwakke peroxidebinding bij verhoogde temperatuur.

## Toxicologie en veiligheid
tert-butylperoxybenzoaat is een ontvlambare en irriterende vloeistof. Ze kan bij verwarming explosief verbranden. Ze moet koel bewaard worden bij 2 tot 8°C.